# Georgij Tamazovics Dzsikija
Georgij Tamazovics Dzsikija (oroszul: Георгий Тамазович Джикия; Moszkva, 1993. november 21.) orosz válogatott labdarúgó, aki jelenleg a Szpartak Moszkva játékosa.
Bekerült a hazai rendezésű 2017-es konföderációs kupán részt vevő orosz keretbe.

## Statisztika
| Válogatott  | Szezon   | Mérkőzés | Gól |
| ----------- | -------- | -------- | --- |
| Oroszország | 2017     | 1        | 0   |
| Összesen    | Összesen | 1        | 0   |

## Sikerei, díjai
- Szpartak Moszkva
  - Orosz bajnok: 2016–17